# Fabian Payr
Fabian Payr (* 1962) ist ein deutscher Musiker, Komponist und Publizist.

## Leben
Fabian Payr studierte zunächst Germanistik und Romanistik sowie Theater-, Film und Fernsehwissenschaften an der Johann Wolfgang Goethe-Universität in Frankfurt am Main, anschließend an der Akademie für Tonkunst Darmstadt klassische Gitarre bei Olaf van Gonnissen (SMP und KA).
Fabian Payr veröffentlichte Kompositionen für Gitarre sowie instrumentaldidaktische Lehrbücher. 1993 gründete er mit seiner Ehefrau Ariane das Unternehmen Musica Viva Musikferien, das Musikworkshops für erwachsene Hobbymusiker veranstaltet.
Im Jahr 2021 veröffentlichte er das Sachbuch Von Menschen und Mensch*innen. 20 gute Gründe, mit dem Gendern aufzuhören. Im Jahr 2022 gehörte er zu den 350 Erstunterzeichnern aus den Bereichen Sprachwissenschaften und Linguistik eines öffentlichen Aufrufs zum Verzicht von Gendern im Öffentlich-rechtlichen Rundfunk und ist auch inhaltlich Verantwortlicher der dazugehörigen Website.

## Preise und Auszeichnungen
- Mit 15 Jahren wurde er 1. Bundespreisträger bei „Jugend musiziert“.
- Mit Christian Zech gewann er im Gitarrenduo „Payr & Zech“ 1983 den 1. Preis beim Popnachwuchsfestival der Deutschen Phonoakademie.

## Veröffentlichungen

### Musik
Gitarre solo
- Folk-Jazz Ballads 1-4. Hubertus Nogatz.
- Sunrise. Hubertus Nogatz.
- Three Pieces. Hubertus Nogatz.
- Ian. Hubertus Nogatz.

Gitarrenquartette
- November. Hubertus Nogatz.
- Farewell – The Black Cat – Lake Tahoe. Hubertus Nogatz.
- Chick and Eric. Hubertus Nogatz.
- Coming Home. Hubertus Nogatz.
- Regen. Hubertus Nogatz.
- Voyage Noir. Ricordi, Berlin.
- Seven Broken Hearts. Trekel, 2011.
- Complaint. Hubertus Nogatz, 2012.

Schulen
- Finger-Fitness für Gitarristen. Ricordi, Berlin, ISBN 3-931788-99-7.
- Die Folkpicking-Gitarre. Hubertus Nogatz, 1996.
- Finger-Fitness für Kids. Ricordi, Berlin 2014.
- 70 Etüden für Finger-Fitness. Ricordi, Berlin 2017, ISMN 979-0-2042-2819-5.
- Finger-Fitness Skalentraining – Grundlegende Tonleitern mit Spielvarianten. Ricordi, Berlin 2018, ISMN 9790204228430
- Up & Down – Basic Principles of Up- and Downbowing and 64 Melodies for Nyckelharpa and Accompaniment. Verlag der Spielleute, Reichelsheim 2018, ISBN 978-3-943060-14-0.
- Payr und Reimer: Der große Pattern-Guide. 125 Gitarren-Patterns für 500 Songs. Ricordi, Berlin 2019, ISMN 9790204227945.

Weiteres
- Duos für klassische Gitarre 1 – 14 Stücke. Ricordi, Berlin 2020, ISMN 9790204224050.
- Duos für klassische Gitarre 2 – 14 Stücke. Ricordi, Berlin 2020, ISMN 9790204224067.

### Sprache
- Von Menschen und Mensch*innen: 20 gute Gründe, mit dem Gendern aufzuhören. Springer, Wiesbaden 2021, ISBN 978-3-658-33126-9.